# Apus salimalii
Espèce
Apus salimalii est une espèce d'oiseaux de la famille des Apodidae. Cette espèce était auparavant considérée comme une sous-espèce d'Apus pacificus.

## Répartition
Cet oiseau peuple le plateau tibétain.